# Heterotoma planicornis
Espèce
Heterotoma planicornis est une espèce de punaises de la famille des Miridae.

## Description
D'une longueur de 4,5 à 5,5 millimètres, cette espèce possède un corps mince et noir parsemé de soies grises. Ses pattes sont verdâtres et le deuxième article antennaire est aplati et large. La combinaison de ces critères est caractéristique de cette espèce et permet d'éviter toute confusion.

## Distribution et écologie
Sa distribution comporte une large partie de l'Europe et on la trouve également en Amérique du Nord et en Afrique du Nord.
C'est une espèce prédatrice de petits arthropodes qui complète parfois son régime en ponctionnant de la sève. Les œufs qui ont passé l'hiver éclosent en mai, les adultes sont ensuite observables de juin à octobre.

## Systématique
Le nom valide complet (avec auteur) de ce taxon est Heterotoma planicornis (Pallas, 1772).
L'espèce a été initialement classée dans le genre Cimex sous le protonyme Cimex planicornis Pallas, 1772.
Heterotoma planicornis a pour synonymes :
- Acanthia crassicornis Fabricius, 1794
- Cimex crassipennis Turton, 1802
- Cimex planicornis Pallas, 1772
- Cimex spissicornis Fabricius, 1777
- Heterotoma acinaciformis O.Costa, 1839
- Heterotoma crassicornis (Fabricius, 1794)
- Heterotoma crassipennis (Turton, 1802)
- Heterotoma spissicornis (Fabricius, 1777)